# James Morgan (Politiker)
James Morgan (* 29. Dezember 1756 in Amboy, Middlesex County, Province of New Jersey; † 11. November 1822 in South Amboy, New Jersey) war ein US-amerikanischer Politiker. Zwischen 1811 und 1813 vertrat er den Bundesstaat New Jersey im US-Repräsentantenhaus.

## Werdegang
James Morgan besuchte die öffentlichen Schulen seiner Heimat. Während des Unabhängigkeitskrieges war er Offizier in der Kontinentalarmee. Nach dem Krieg begann er in Pennsylvania seine politische Laufbahn. Zwischen 1794 und 1799 war er Abgeordneter im Repräsentantenhaus von Pennsylvania; danach kehrte er nach New Jersey zurück. Er wurde Mitglied der Ende der 1790er Jahre von Thomas Jefferson gegründeten Demokratisch-Republikanischen Partei.
Bei den  Kongresswahlen des Jahres 1810 wurde Morgan für den fünften Sitz von New Jersey in das US-Repräsentantenhaus in Washington, D.C. gewählt, wo er am 4. März 1811 die Nachfolge von Henry Southard antrat. Bis zum 3. März 1813 konnte er eine Legislaturperiode im Kongress absolvieren. In dieser Zeit begann der Britisch-Amerikanische Krieg von 1812. Nach dem Ende seiner Zeit im US-Repräsentantenhaus arbeitete Morgan in der Landwirtschaft. Außerdem wurde er Generalmajor der Staatsmiliz von New Jersey. Er starb am 11. November 1822 in South Amboy.